# Превиати, Гаэтано
Гаэтано Превиати (ит. Gaetano Previati, * 31 августа 1852 г. Феррара; † 21  июня 1920 г. Лаванья, близ Генуи) — итальянский художник, один из ведущих представителей символизма в живописи. Позднее известен также как один из итальянских художников-футуристов.

## Жизнь и творчество
Родился в семье пекаря, был вторым сыном в семье. Художественное образование получил в Художественной академии в Ферраре, а затем в Академии Брера в Милане. В 1880 году открывает собственную мастерскую и занимается преимущественно портретной живописью. Написанное Гаэтано Превиати в символистском стиле полотно «Материнство» и выставленное в Милане в 1891 году, вызвало ожесточённую полемику в искусствоведческих кругах. 
В 1892 году выставляет свои работы в «Салоне Роза и Крест» (Salon de la Rose+Croix), в 1902 году участвует в работе движения «Берлинский сецессион».В 1905 году Превиати был награждён золотой медалью на Квадриеннале (Quadriennale) в Мюнхене. Наивысшим достижением художника в области символистской живописи  является его оформление в 1907 году «Зала мечты» для биеннале в Венеции. Под влиянием Джованни Сегантини увлёкся религиозными темами. Тыл в дружественных отношениях с художником Джакомо Балла, вместе с ним является одним из подписантов «Манифеста футуризма». Считается одним из провозвестников борьбы с натурализмом в живописи, одним из первых авангардистов в изобразительном искусстве. В конце жизни писал преимущественно пейзажи и натюрморты.

## Галерея

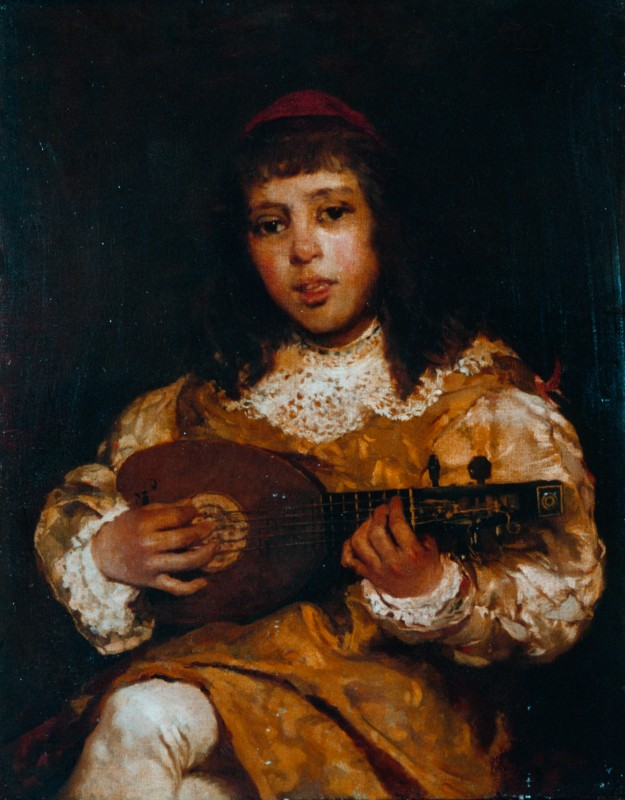
Паж, играющий на мандолине
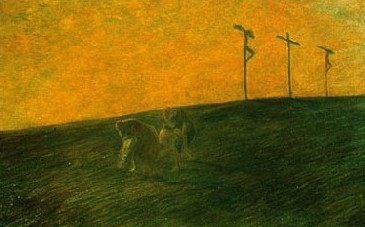
Снятие с креста (1900)
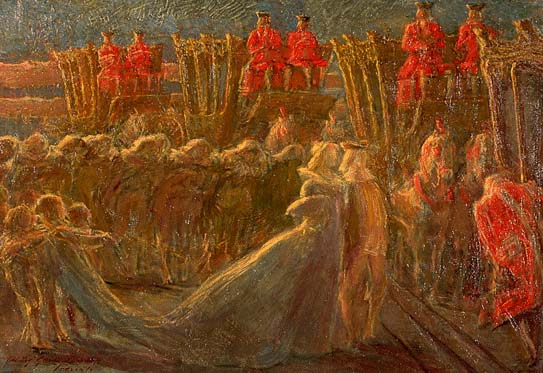
Король-Солнце
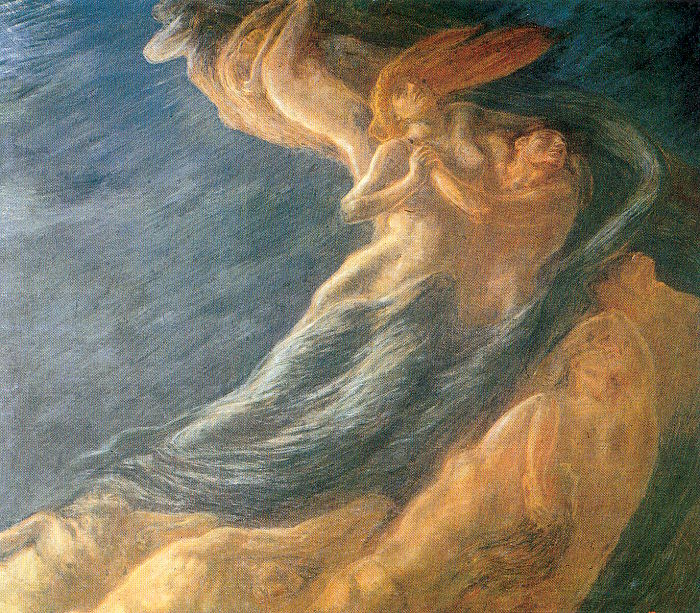
Паоло и Франческа (1909)
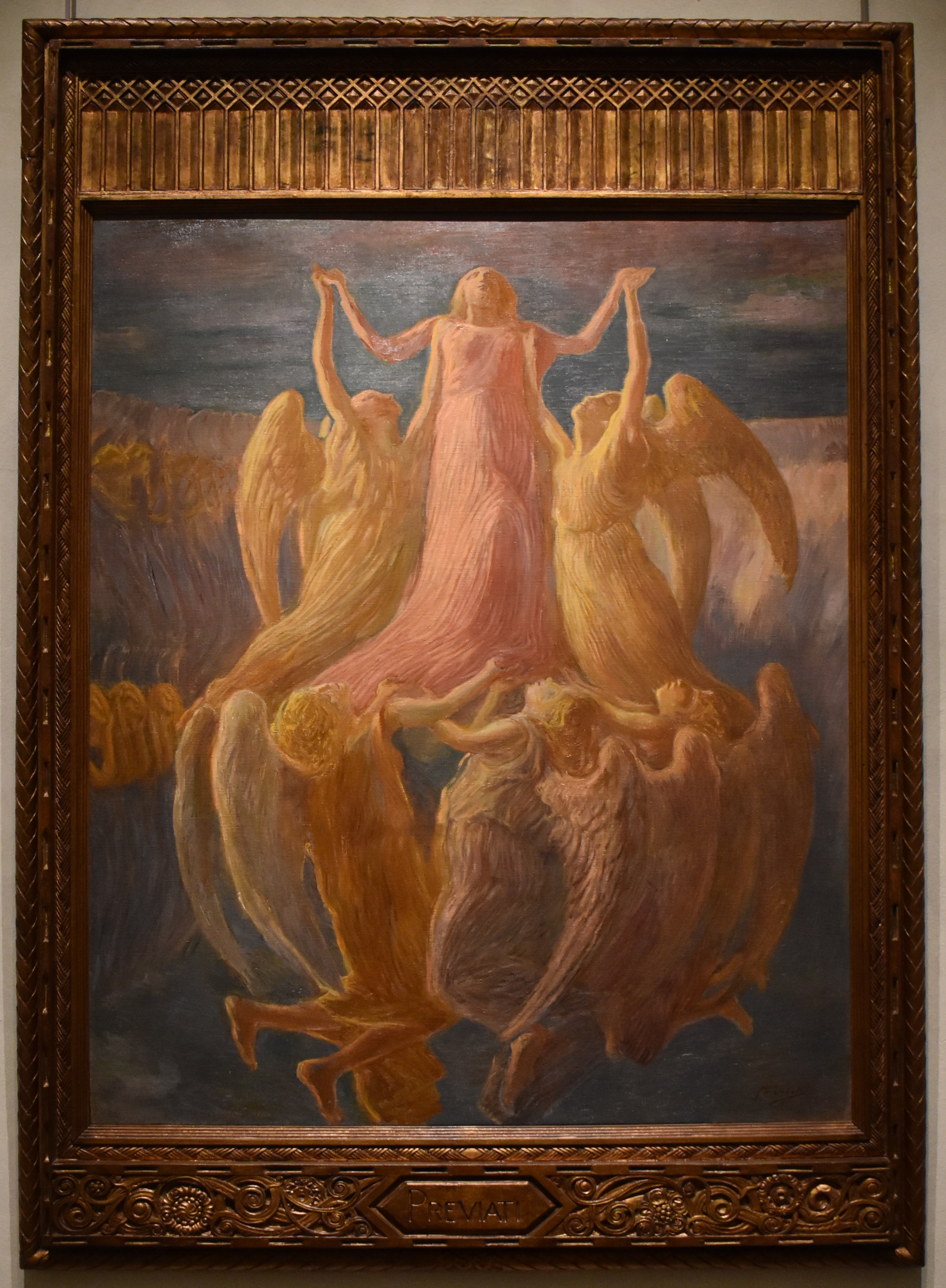
Вознесение
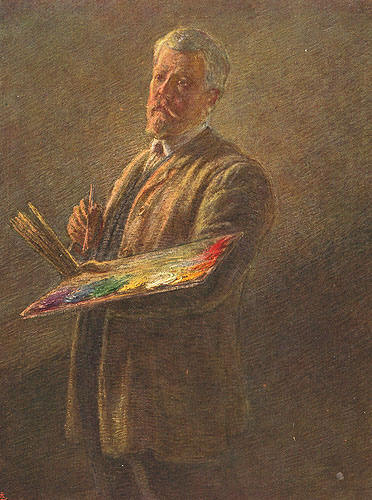
Автопортрет (ок. 1911)

## Дополнения
- Превиати, собрание работ (на итальянском языке)